# Eurycea quadridigitata
Eurycea quadridigitata é um anfíbio caudado da família Plethodontidae endémica dos Estados Unidos da América.